# Анґела Штайнбах
Анґела Штайнбах (нім. Angela Steinbach, 31 березня 1955) — німецька плавчиня.
Бронзова призерка Олімпійських Ігор 1972 року в естафеті 4х100 м вільним стилем.
Призерка Чемпіонату світу з водних видів спорту 1973 року.